# Погара (река)
Погара — река в России, протекает в Даниловском районе Ярославской области; левый приток реки Пеленга.
Сельские населённые пункты около реки: Погара, Шолохово, Попково; напротив устья — Андриково.